# Deens-Oost-Indië
Deens-Oost-Indië was gedurende 200 jaar een onderdeel van de Deense koloniën. Het bestond uit de Nicobaren en de twee steden Trankebar en Serampur in het huidige India. De kolonie bestond, met onderbrekingen, van 1620 tot 1869.

## Geschiedenis

### Beginjaren
Nadat in 1616 de Deense Oost-Indische Compagnie was opgericht, werd een expeditie uitgerust om naar India te varen. De Nederlander Roelant Crappé vertrok op 18 augustus 1618 met het verkenningsschip Øresund als eerste; op 29 november vertrok de officiële vloot, bestaande uit vijf schepen, onder bevel van Ove Gjedde. De koopman Marcelis de Boschhouwer, ambassadeur van de koning van Kandy Raja Singha II, ging mee als adviseur. Crappé kwam als eerste aan op Ceylon, en startte onderhandelingen met het Koninkrijk Kandy. Hij kwam echter in gevecht met Portugezen, waarbij de Øresund tot zinken werd gebracht en hijzelf gevangen genomen. Intussen bereikte de vloot van Gjede in mei 1620 eveneens Ceylon en hij kreeg van de vorst van Kandy toestemming een fort te bouwen bij Trincomalee. Er kwam echter weinig van terecht, en al snel werd het plan voor een handelspost op Ceylon losgelaten.
Gjede was intussen verder gevaren naar de kust van Coromandel, en met de vorst van Thanjavur sloot hij op 20 november 1620 een verdrag waarin de Denen toestemming kregen een fort te bouwen nabij het dorp Trankebar. In 1622 keerde Gjedde terug naar Denemarken, terwijl Crappé de leiding kreeg over fort Dansborg in Trankebar. In 1625 werden factorijen geopend in Masulipatnam, Pipli en Balasore. Het ging echter niet voorspoedig met Trankebar: door financiële problemen, gezonken schepen en tegenvallende handel moesten de Denen enkele kanonnen verkopen, en in 1628 probeerden de Denen om het fort aan de VOC te verkopen. De VOC was niet geïnteresseerd, maar kwam wel overeen om een garnizoen in het fort te legeren. Crappé werd in 1636 vervangen door de eveneens Nederlandse Barent Pessart, die de kolonie aan de rand van de financiële afgrond bracht.
In 1698 vestigden de Denen de handelspost Dannemarksnagore in Bengalen, maar deze werd in 1714 weer opgeheven. In 1755 kregen ze opnieuw toestemming om een post te bouwen, en ze stichtten Fredricksnagore. Hier werden al snel de dorpen Serampore, Ackna en Pereapore aan toegevoegd. De handelspost Fredricksnagore werd uiteindelijk bekend onder de naam Serampore. De plaats beleefde zijn glorietijd onder gouverneur Ole Bie.

### Vanaf 1756
In 1756 werd de eilandengroep van het huidige India de Nicobaren gekoloniseerd door de Deense Oost-Indische Compagnie en kregen de naam de Frederikseilanden. Toen ontstond Deens-Oost-Indië als bezit van de Compagnie samen met de stad Trankebar en Serampur. In 1778 stierven de laatste Deense kolonisten door de ziekte malaria. Hetzelfde jaar kwamen de Oostenrijkers aan op de Nicobaren en werd het een kolonie van Oostenrijk. Een jaar later werd Deens-Oost-Indië als kolonie gesticht onder de Deense kroon. In 1801 werden de Nicobaren weer deel van Deens-Oost-Indië nadat de laatste Oostenrijkse kolonisten omgekomen waren in een hongersnood. In de napoleontische oorlogen stond Denemarken aan de kant van Napoleon en kreeg automatisch Engeland als vijand. In 1801 werd de kolonie door de Engelsen bezet. Een jaar later wisten de Denen hun kolonie weer terug te krijgen. In 1808 werd de kolonie weer bezet. Aan het einde van de napoleontische oorlogen kreeg Denemarken Deens-Oost-Indië weer terug.
In de 19e eeuw kregen de Britten echter het handelsmonopolie in India in handen, en in 1845 werden de kolonies Trankebar en Serampore aan de Britse Oost-Indische Compagnie verkocht. In 1868 werden ook de Nicobaren Brits bezit en onderdeel van Brits-Indië.